# Histeromerus clavatus
Histeromerus clavatus är en stekelart som beskrevs av Austin och Robert A.Wharton 1992. Histeromerus clavatus ingår i släktet Histeromerus och familjen bracksteklar. Inga underarter finns listade i Catalogue of Life.